# Hugo Kuhn
Hugo Kuhn (* 20. Juli 1909 in Thaleischweiler, jetzt Thaleischweiler-Fröschen; † 5. Oktober 1978 in Prien am Chiemsee) war ein deutscher germanistischer Mediävist.
Kuhn studierte in Breslau und hörte dort besonders bei dem Kunsthistoriker Dagobert Frey, dem Philosophen Richard Hönigswald und dem Theologen Friedrich Gogarten. Mit dem Studienwechsel nach Tübingen 1932 änderten sich auch seine Interessen. Er besuchte verstärkt Vorlesungen bei den Germanisten Hermann Schneider und Paul Kluckhohn.
1935 promovierte Kuhn und legte 1939 seine Habilitationsschrift vor. 1940 wurde er zum Kriegsdienst eingezogen. Er kehrte 1943 verwundet aus dem Krieg zurück und wurde 1944 Privatdozent in Tübingen, wo er dann ab 1947 außerplanmäßiger Professor war. 1954 wurde er als Nachfolger von Carl von Kraus nach München berufen, wo er bis zu seinem Tode 1978 lehrte. Er wurde 1977 emeritiert.
Seit 1955 war er Mitglied der Bayerischen Akademie der Wissenschaften.
Kuhn konvertierte 1973 vom evangelischen zum katholischen Glauben. Sein älterer Bruder war der Theologe und Orientalist Karl Georg Kuhn.

## Veröffentlichungen (Auswahl)
- Walthers Kreuzzugslied (14,38) und Preislied (56,14). Triltsch, Würzburg 1936 (Dissertation Universität Tübingen).
- Die verfälschte Wirklichkeit. Deutsche Verlagsanstalt, Stuttgart 1946 (Der Deutschenspiegel, Band 3).
- Minnesangs Wende. Niemeyer, Tübingen 1952 (Hermaea, N.F. 1) (2. Auflage 1967).
- Dichtung und Welt im Mittelalter. Metzler, Stuttgart 1959.
- Kleine Schriften. Drei Bände. Metzler, Stuttgart 1959/1969/1980.
- mit Kurt Schier (Hrsg.): Märchen, Mythos, Dichtung. Festschrift zum 90. Geburtstag Friedrich von der Leyens am 19. August 1963. Beck, München 1963.
- mit Christoph Cormeau: Hartmann von Aue. Wissenschaftliche Buchgesellschaft, Darmstadt 1973 (= Wege der Forschung. Band 359).
- Entwürfe zu einer Literatursystematik des Spätmittelalters. Niemeyer, Tübingen 1980, ISBN 3-484-10370-1.
- Gottfried von Straßburg. In: Verfasserlexikon. 2. Auflage. Band 3, 1980, Sp. 153–168.
- Minnelieder Walthers von der Vogelweide. Ein Kommentar. Hrsg. von Christoph Cormeau. Niemeyer, Tübingen 1982 (Untersuchungen zur deutschen Literaturgeschichte, Band 33), ISBN 3-484-32033-8.